# Sintesi basata su campioni
La sintesi basata su campioni è una forma di sintesi audio che può essere contrapposta alla sintesi sottrattiva o alla sintesi additiva. La differenza principale della sintesi sample-based è che le forme d'onda su cui si basa la sintesi stessa sono suoni o strumenti campionati invece di forme d'onda fondamentali come le onde sinusoidali e seghettate utilizzate in altri tipi di sintesi.

## Storia
Prima che la registrazione digitale diventasse pratica, strumenti come il Welte Lichttonorgel negli anni 30, phonogene negli anni 50 e Mellotron negli anni 60 utilizzavano dischi ottici analogici o registratori analogici per riprodurre suoni campionati.
Quando la sintesi sample-based fu sviluppata per la prima volta, i sintetizzatori più convenienti non potevano registrare campioni arbitrari, ma invece formavano timbri combinando campioni preregistrati dalla ROM prima di fare il routing del risultato attraverso filtri analogici o digitali.
Strumenti basati su campioni sono stati utilizzati a partire dal Computer Music Melodian, dal Fairlight CMI e dal NED Synclavier . Questi strumenti erano molto in anticipo sui tempi ed erano quindi costosi. La prima registrazione fatta utilizzando un sintetizzatore sample-based è stata "Stevie Wonder's Journey Through "The Secret Life of Plants"" (1979) che utilizzava il Computer Music Melodian per creare melodie e ritmi complessi da suoni campionati dalla natura. Il primo brano registrato da Wonder è stato "The First Garden", dove ha utilizzato il cinguettio di un uccello campionato come suono principale nella canzone. Sintetizzatori sample-based disponibili per le masse, e quindi più economici, arrivarono con l'introduzione di Ensoniq Mirage (1984), Roland D-50 (1987) e Korg M1 (1988), emersi poi alla fine degli anni ottanta.
Il concetto è stato trasformato nelle schede audio per PC multimediali, sotto i nomi di scheda Wavetable o scheda figlia Wavetable.

## Vantaggi
Il vantaggio principale di questo tipo di sintesi è che i requisiti di potenza di elaborazione sono molto inferiori. Questo perché la maggior parte delle sfumature dei modelli sonori sono contenute nei campioni preregistrati anziché calcolate in tempo reale.
A differenza dei sintetizzatori analogici, i circuiti non devono essere duplicati per consentire la riproduzione di più voci contemporaneamente. Pertanto, la polifonia delle macchine sample-base è generalmente molto più elevata. Uno svantaggio è, tuttavia, che per includere maggiori dettagli, potrebbe essere necessario riprodurre più campioni contemporaneamente (una tromba potrebbe includere un rumore di respiro, un ringhio e un'onda sonora in loop utilizzata per la riproduzione continua). Ciò riduce nuovamente la polifonia, poiché i sintetizzatori sample-based valutano la loro polifonia in base al numero di multicampioni che possono essere riprodotti simultaneamente.

## Multicampionamento
La capacità di un sintetizzatore sample-based di riprodurre le sfumature degli strumenti naturali è determinata principalmente dalla sua libreria di suoni campionati. Agli albori della sintesi basata su campioni, la memoria del computer era costosa e i campioni dovevano essere il più brevi e il minor numero possibile. Ciò è stato ottenuto eseguendo il loop di una parte del campione (spesso una singola onda) e quindi utilizzando una curva di inviluppo del volume per far svanire il suono. Uno stadio di amplificazione tradurrebbe la velocity dei tasti in guadagno in modo che una riproduzione più forte si traduca in una riproduzione più forte. In alcuni casi la velocity della chiave modula anche il tempo di attacco dello strumento, portando ad un attacco più veloce per i passaggi ad alto volume.
Quando la memoria è diventata più economica, è diventato possibile utilizzare il multicampionamento; invece di una singola registrazione di uno strumento riprodotto più velocemente o più lentamente per riprodurre altre altezze, lo strumento originale potrebbe essere campionato a intervalli regolari per coprire regioni di diverse note adiacenti (divisioni ) o per ogni nota. Ciò fornisce una progressione più naturale dai registri inferiori a quelli superiori; le note più basse non suonano sorde e le note più alte non suonano innaturalmente brillanti. È anche possibile campionare la stessa nota a diversi livelli di intensità, riflettendo il fatto che sia il volume che il timbro cambiano con a seconda dello stile dell'esecuzione stessa. Ad esempio, quando si campiona un pianoforte, è possibile effettuare 3 campioni per tasto; morbido, medio e con forza. Ogni possibile volume intermedio può essere ottenuto amplificando e miscelando i campioni.
Per i modelli di strumenti basati su campioni come il pianoforte Rhodes, questo multicampionamento è molto importante. Il timbro del Rhodes cambia drasticamente da sinistra a destra sulla tastiera, e varia molto a seconda della forza con cui viene colpito il tasto. L'attacco sarà più distinto se i tasti vengono colpiti con forza. Affinché il modello sia sufficientemente espressivo, è quindi necessario che i multisample siano realizzati sia sull'altezza che sulla forza di esecuzione.

## Sintetizzatori di campionamento
Un progetto di sintesi più flessibile basato su campioni che consente all'utente di registrare forme d'onda arbitrarie per formare il timbro di base di un suono è chiamato campionatore. I primi campionatori erano molto costosi e in genere avevano frequenze di campionamento e profondità di bit basse, risultando in un suono granuloso e presentando quindi aliasing aliasing . Dalla fine degli anni '80, tuttavia, i campionatori presentavano specifiche buone almeno quanto quelle dei CD. Verso la fine degli anni 90, l'enorme aumento della velocità dei processori dei computer ha consentito lo sviluppo diffuso di sintetizzatori software e campionatori software. L'ampia capacità di archiviazione dei computer moderni era ideale per la sintesi basata su campioni e molti campionatori sono quindi migrati verso implementazioni software o sono stati sostituiti da nuovi campionatori software.